# Chiesa di San Giovanni in Monte (Ragogna)
La chiesa di San Giovanni in Monte è posta sulla cima del monte di Ragogna, a circa 2 km dal paese di Muris, frazione del comune sparso di Ragogna, in provincia e arcidiocesi di Udine.

## Storia
Nel 1298 fu concesso ai due eremiti Dietrico e Lurico di formare una confraternita sulla cima del monte di Muris, dove già era presente una chiesetta dedicata a San Giovanni. La chiesa è citata in vari documenti; nel 1745, dopo una visita del patriarca di Aquileia, la facciata e il campanile a vela della chiesa furono restaurati. Nel 1751, in seguito alla soppressione del patriarcato di Aquileia, la chiesetta venne aggregata all'arcidiocesi di Udine.
Durante la prima guerra mondiale l'edificio fu distrutto da una cannonata e solo dopo la seconda guerra mondiale fu iniziata la ricostruzione. La nuova chiesa, consacrata nel 1947, fu dedicata agli alpini della divisione Julia, e successivamente nel 1952 a quelli del battaglione Gemona, morti nell'affondamento della nave Galilea.
Distrutta dopo il terremoto del Friuli del 1976, la chiesa è stata ricostruita mantenendone l'aspetto originario duecentesco.

## Esterno

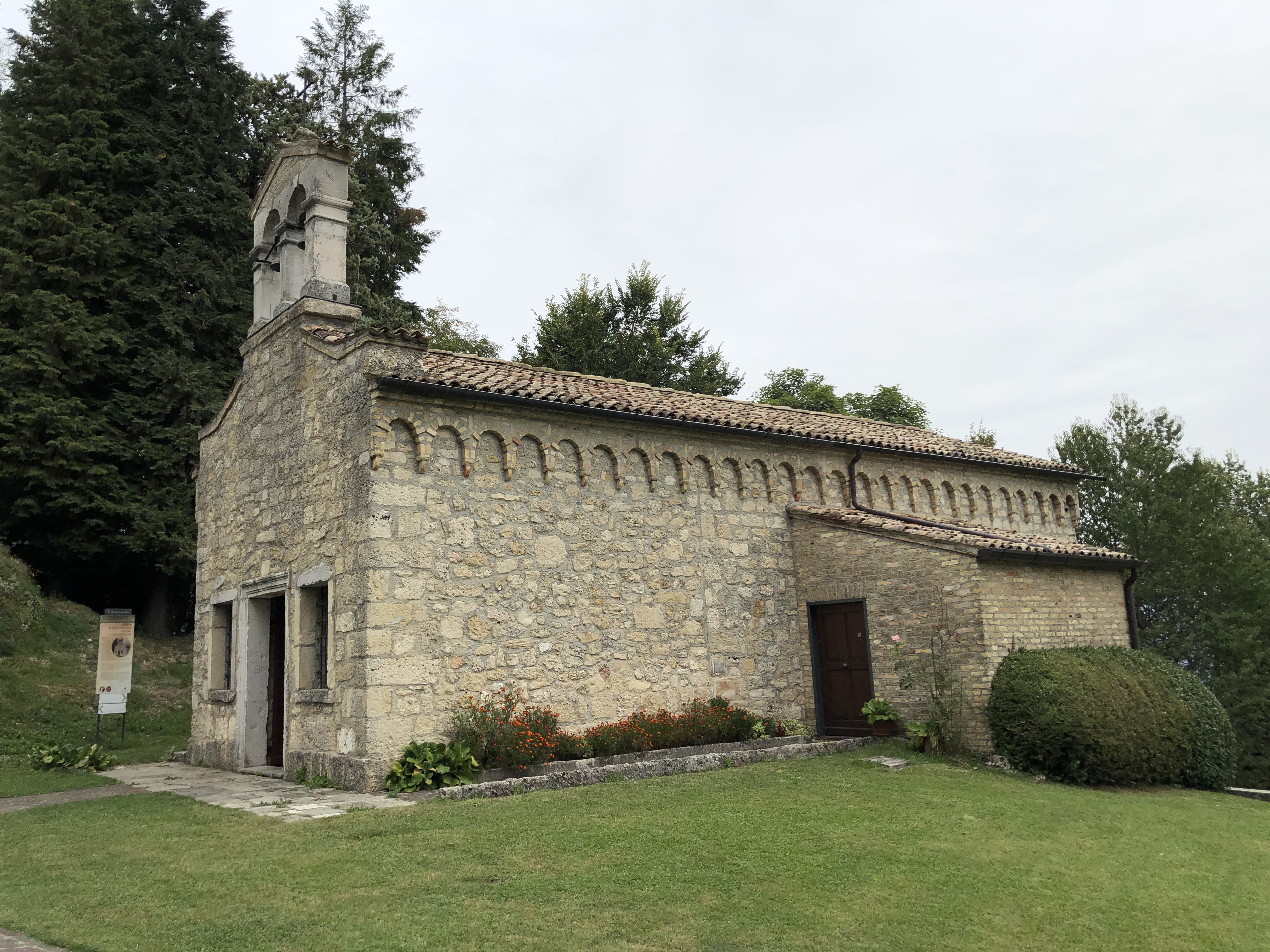
Vista laterale dell chiesa

La semplice facciata è sormontata da una bifora campanaria, mentre i muri laterali sono caratterizzati, sotto la gronda, da una teoria di archetti pensili.

## Interno

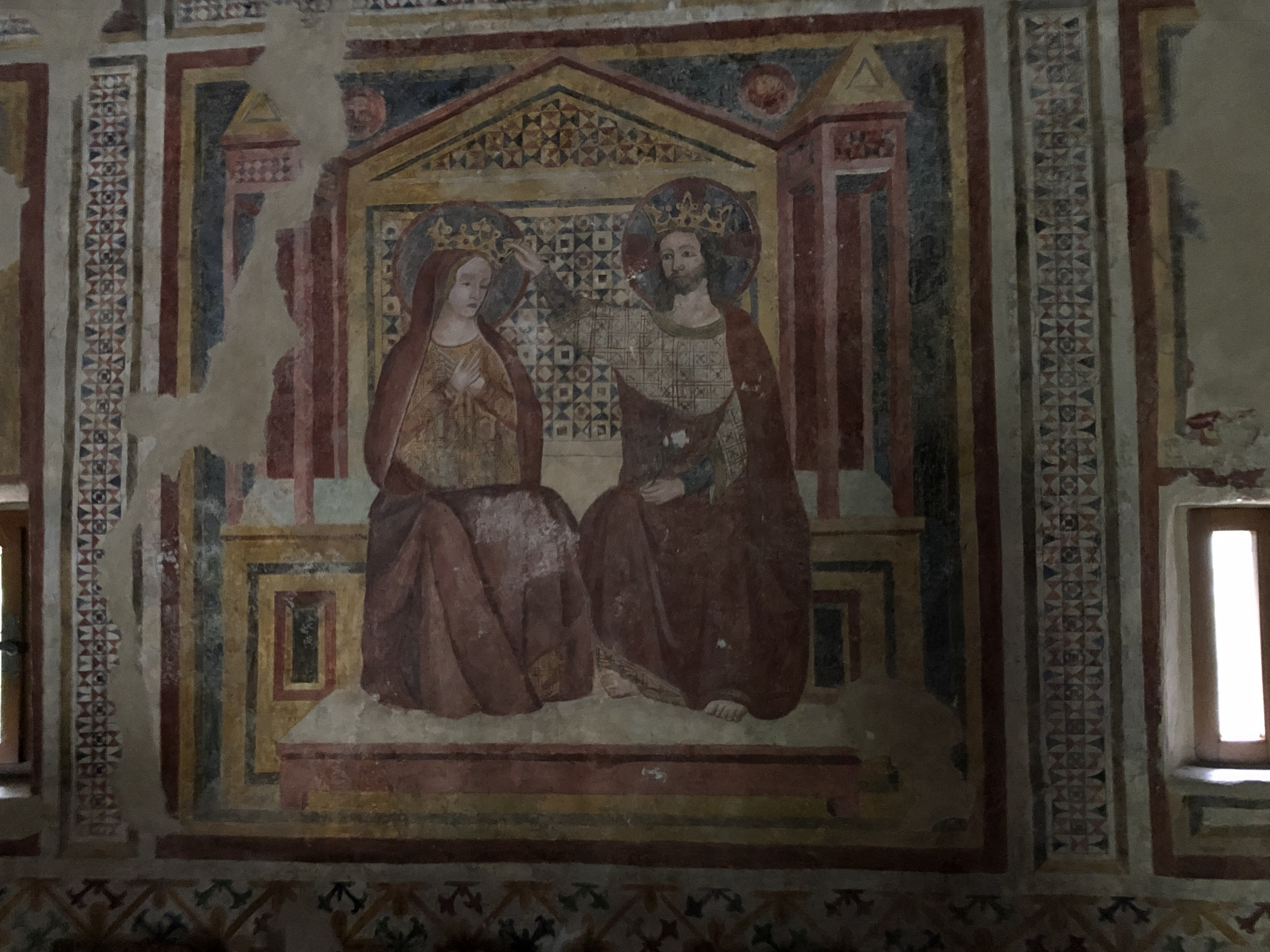
Incoronazione della Vergine

L'interno è formato da un'unica aula rettangolare alla quale si affianca, sul lato sinistro, la sacrestia. Nell'abside è presente una Incoronazione della Vergine, ultima traccia di una serie di affreschi con scene dei Vangeli, risalente alla prima metà del XIV secolo, andati distrutti.

## Romitorio

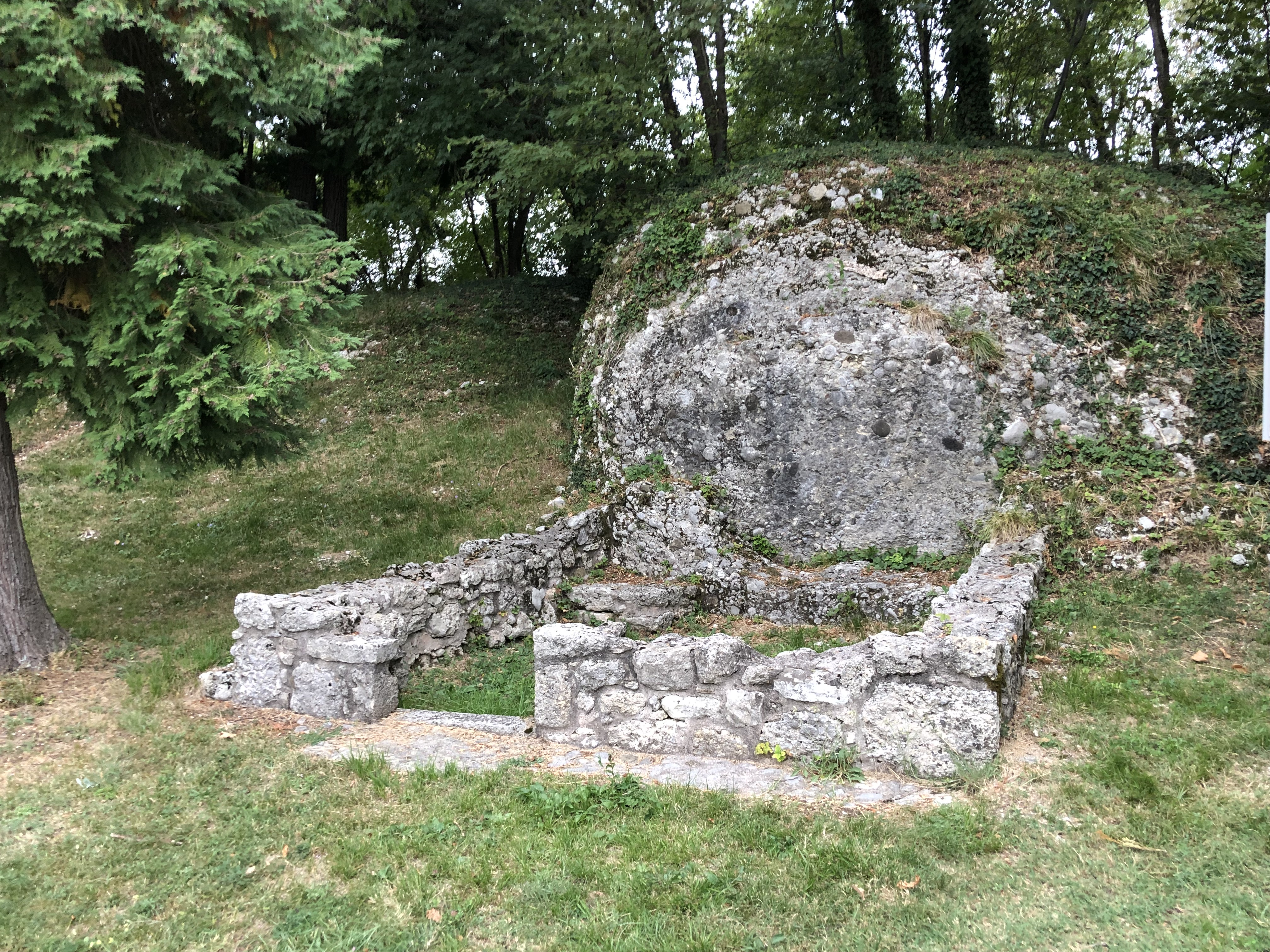
Romitorio

A breve distanza dalla chiesa si trova il romitorio 
Nel 1312 in un contratto di compravendita di Bertoldo di Moravia si cita un tal Lucio del Monte di Ragogna. Nel corso del Quattrocento risorse nei pressi della chiesetta una confraternita di eremiti, che riceveva continue donazioni e beni da parte della comunità di Ragogna.